# نيكونيكو
نيكونيكو (Niconico)‏ (ニコニコ Nikoniko، حرفياً « ابتسام »؛ المعروف سابقاً كـ نيكو نيكو دوغا (Nico Nico Douga)‏ (ニコニコ動画 Niko Niko Dōga)؛ يختصر كـ نيكو-دوه (Nico-dō)) هو موقع ويب معروف متخصص بمشاركة الفيديو في اليابان. تديره شركة نيوانغو وهي شركة تابعة لشركة دوانغو. «نيكو نيكو» هو المحاكاة الصوتية اليابانية ليبتسم. هذا هو الثالث عشر الموقع الزار الأكثر في اليابان.

## للإستزادة
- إف سي تو (بوابة)